# Geositta cunicularia
A Geositta cunicularia a madarak (Aves) osztályának verébalakúak (Passeriformes) rendjébe és a fazekasmadár-félék (Furnariidae) családjába tartozó faj.

## Rendszerezése
A fajt Louis Pierre Vieillot francia ornitológus írta le 1816-ban, az Alauda nembe  Alauda cunicularia néven, innen sorolták át jelenlegi nemébe.

## Alfajai
- Geositta cunicularia contrerasi Nores & Yzurieta, 1980
- Geositta cunicularia cunicularia (Vieillot, 1816)
- Geositta cunicularia deserticolor Hellmayr, 1924
- Geositta cunicularia fissirostris (Kittlitz, 1835)
- Geositta cunicularia frobeni (Philippi & Landbeck, 1864)
- Geositta cunicularia georgei Koepcke, 1965
- Geositta cunicularia hellmayri J. L. Peters, 1925
- Geositta cunicularia juninensis Taczanowski, 1884
- Geositta cunicularia titicacae Zimmer, 1935[2]

## Előfordulása
Argentína, Bolívia, Brazília, Chile, Uruguay, Paraguay és Peru területén honos. A természetes élőhelye szubtrópusi,  trópusi és mérsékelt övi, síkvidéki száraz cserjések, valamint legelők és gyepek.

## Megjelenése
Testhossza 14-17 centiméter, testtömege 20-34 gramm.

## Életmódja
Ízeltlábúakkal, főleg kétszárnyúakkal (Diptera) és bogarakkal (Coleoptera) táplálkozik, de fogyaszt magvakat is.

## Természetvédelmi helyzete
Nagy az elterjedési területe, egyedszáma csökkenő. A Természetvédelmi Világszövetség Vörös listáján még a nem fenyegetett kategóriában szerepel a faj.

## Külső hivatkozások
- Képek az interneten a fajról
- Xeno-canto.org - a faj hangja és elterjedési területe